# Tüzelőanyag
A tüzelőanyag nagy mennyiségben rendelkezésre álló természetes, vagy mesterséges éghető anyag, amelynek elégetése (oxidációja) közben jó hatásfokkal hőenergia keletkezik. Halmazállapota lehet szilárd, folyékony, vagy gáznemű.

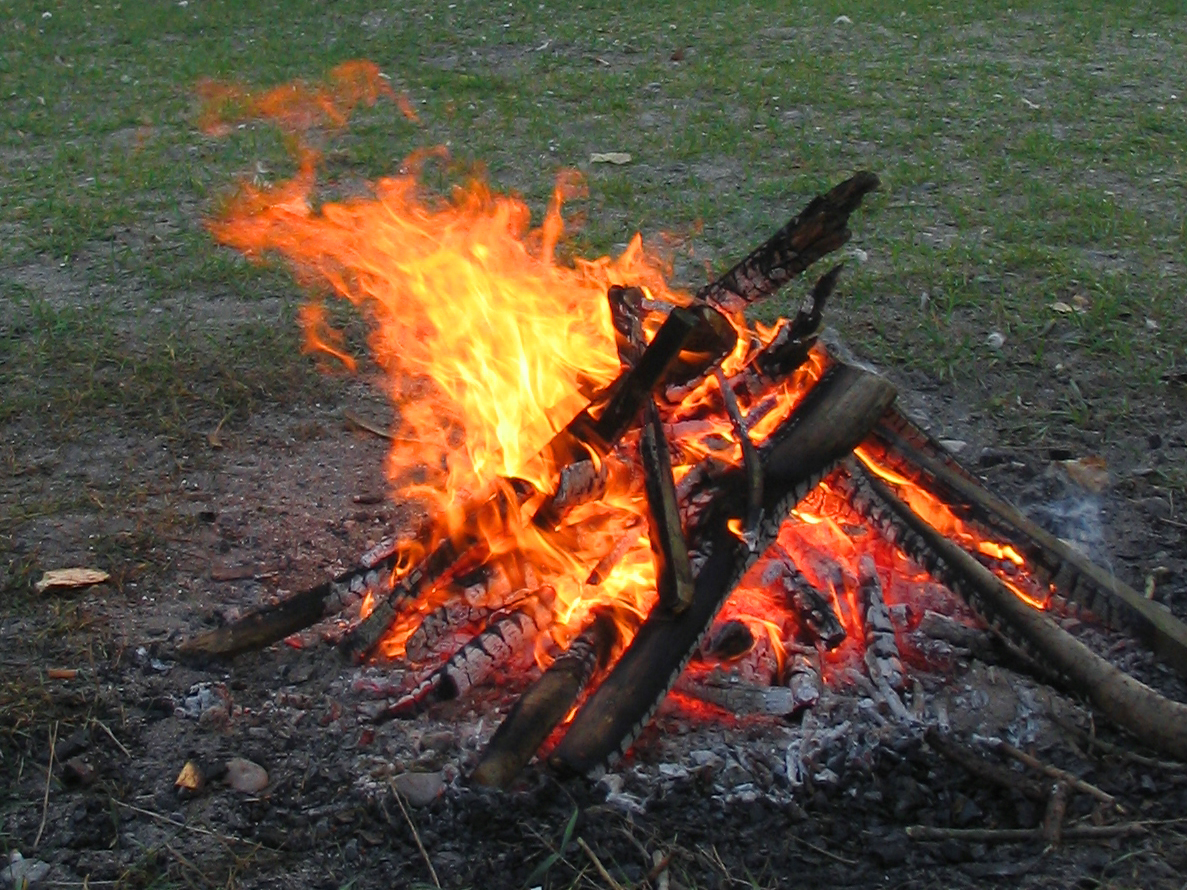

## Alapvető tulajdonságai
Állapotjelző: hőmérséklet, nyomás, sűrűség, fajtérfogat, folyáspont.
Anyagjellemzők: fajhő, molekula tömeg, gázállandó, hővezetési tényező, dinamikai viszkozitás, kinematikai viszkozitás.
Tüzeléstechnikai jellemzők: összetétel, relatív gázsűrűség, égéshő, fűtőérték, gyulladási hőmérséklet, lobbanáspont, gyulladáspont, gyújtási koncentráció határok, normál lángterjedési sebesség, Wobbe-szám.

## Tüzelőanyagok
A gyakorlatban legáltalánosabban használt tüzelőanyagok:

### Tüzelőanyagok
- Tűzifa: légszáraz fa fűtőértéke azonban már 14 és 16 MJ/kg közöttire tehető, ami körülbelül 15 százaléknyi nedvességet tartalmaz
- Szén:
  - Zsákos diószén: hamutartalom: max. 20%, fűtőérték: 10,5-12,5  MJ/kg, nedvességtartalom: 30% (+/- 10%)
  - Ömlesztett daraszén: hamutartalom: max 20%, fűtőérték: ua. nedvességtartalom: ua.
  - Szénbrikett
    - Lignitbrikett: hamutartalom: max. 15%, fűtőérték: 12,5-14,200 MJ/kg, nedvességtartalom: 18-22%

  - Lignit: hamutartalom 30-40%, kéntartalom (hazai) 3,2-4,6%, fűtőérték 3,5-10 MJ/kg, gazdaságosan csak erőműben égethető
  - Koksz, háztartási koksz: nedvesség: 1-10%, hamu 11-14%, fűtőérték: kb. 28 MJ/kg
- Tüzelőolaj (könnyű), fűtőolaj (nehéz): könnyű fűtőolaj 11,9 kWh/kg, 10 kWh/liter, TÜ5/20 fűtőérték: 42 MJ/kg
- Gáz: (hidrogénben, metánban gazdag, illetve cseppfolyós), földgáz: 9,6 kWh/m3
- Folyékony PB: 46 MJ/kg

### Egyéb, fentiekből készített, vagy szerves hulladékokból nyert tüzelőanyagok
- Fabrikett, eredeti tüzifából, vagy faüzemek hulladékából, vagy mezőgazdasági szerves hulladékból, hamutartalom 1%, fűtőértéke a barnaszénével azonos, kb. 17-18 MJ/kg, nedvességtartalom: 10%.
- Pellet (fapellet, agripellet) nedvesség: 10%-12% (szerkezet), eredete mint a fabrikettnél
- Faapríték, osztály w20, nedvesség: <20% légszáraz, fűtőérték: >13,28 MJ/kg, hamu: 1-4% (tiszta/kérges)
- Faszén
- Fűrészpor

### Mezőgazdasági melléktermékből készített tüzelőanyag
- Szalma:
- Szalmabrikett, nedvességtartalma 7-10%, fűtőértéke: kb. 16-18 MJ/kg, halmazsűrűség: 1m3 szalma-brikett = kb. 400 kg (4 mázsa), hamutartalma kb. 7-8%

### Hulladékból nyert tüzelőanyag
- Fáradtolaj (motorolaj)
- Elhasznált sütőolaj (étolaj)
- Csatornaolaj
- Biodiesel olaj
- Biogáz

### Járművek belsőégésű motorjában felhasznált tüzelőanyagok, ún. üzemanyagok, vagy hajtóanyagok
Konvencionális (kőolaj alapú) hajtóanyagok: 
- Benzin, fűtőérték 43 MJ/kg
- Gázolaj, fűtőérték 36/32x43 MJ/kg,

Alternatív hajtóanyag
- Biodiesel
- Folyékony földgáz
- Folyékony PB gáz (LPG)
- Hidrogén
- Elektromos áram

## Szénmentes tüzelő-, ill. üzemanyagok
- Hidrogén: égésterméke nem tartalmaz szenet, ill. széndioxidot, ezért gázturbina, és belsőégésű motor, valamint üzemanyagcella az alkalmazási területe
- Ammónia, melyet hidrogén és nitrogén elemekből kémiai úton hoznak létre